# Rubież (rejon postawski)
Rubież (biał. Рубеж; ros. Рубеж) – wieś na Białorusi, w obwodzie witebskim, w rejonie postawskim, w sielsowiecie Komaje.

## Historia
W czasach zaborów wieś włościańska w okręgu wiejskim Słowiki, w gminie Jasiewo, w powiecie święciańskim, w guberni wileńskiej Imperium Rosyjskiego. W 1866 roku liczyła 65 mieszkańców w 7 domach, należała do dóbr skarbowych Zahacz. W 1905 roku liczyła 147 mieszkańców, 216 dziesięcin.
Od 11 kwietnia 1922 wieś i osada leżała w Polsce, w województwie wileńskim, w powiecie święciańskim w gminie Jasiewo, od 1926 roku w powiecie postawskim, w gminie Postawy.
W 1931:
- wieś w 19 domach zamieszkiwało 91 osób[4].
- osadę w 4 domach zamieszkiwało 17 osób[4].

Wierni należeli do parafii rzymskokatolickiej w Zadziewiu i prawosławne w Postawach. Miejscowość podlegała pod Sąd Grodzki w Postawach i Okręgowy w Wilnie; właściwy urząd pocztowy mieścił się w Postawach.
W 1938 roku miejscowości należały do gromady Macuty gminy Postawy.
W wyniku napaści ZSRR na Polskę we wrześniu 1939 miejscowość znalazła się pod okupacją sowiecką. 2 listopada została włączona do Białoruskiej SRR. Od czerwca 1941 roku pod okupacją niemiecką. W 1944 miejscowość została ponownie zajęta przez wojska sowieckie i włączona do obwodu witebskiego Białoruskiej SRR.
Od 1991 w składzie niepodległej Białorusi.